# Tupanciretã
Tupanciretã is een gemeente in de Braziliaanse deelstaat Rio Grande do Sul. De gemeente telt 23.842 inwoners (schatting 2009).